# Pojedynek w ciszy
Pojedynek w ciszy (jap. 静かなる決闘 Shizukanaru kettō)  – dramat produkcji japońskiej z 1949 roku, w reżyserii Akiry Kurosawy.

## Opis fabuły
Młody lekarz, Kyōji Fujisaki pracuje w klinice swojego ojca. Podczas wojny, w wyniku kontaktu z krwią chorego pacjenta, zaraża się od niego kiłą. Utrzymując to w sekrecie, po powrocie zrywa ze swoją narzeczoną bez żadnego wyjaśnienia.

## Obsada
- Toshirō Mifune – doktor Kyōji Fujisaki
- Takashi Shimura – Konosuke Fujisaki
- Isamu Yamaguchi – Nosaka
- Noriko Sengoku – pielęgniarka Rui Minegishi
- Chieko Nakakita – Takiko Nakada
- Kenjirō Uemura – Susumu Nakada
- Miki Sanjō – Misao Matsumoto

i inni